# Chelsea Domond
Chelsea Amanda Domond, née le 19 décembre 1999 à Stamford aux États-Unis, est une footballeuse internationale haïtienne, évoluant au poste d'attaquante à l'Olympique de Marseille.

## Biographie

### Carrière scolaire et universitaire
Chelsea Domond joue dans l'équipe de soccer de la Westhill High School puis des Huskies du Connecticut et de l'Orange de Syracuse.

### Carrière en club
Chelsea Domond rejoint à l'été 2023 le club grec du Panathinaïkós.
En juillet 2024, elle devient une joueuse de l'Olympique de Marseille.

### En sélection
Elle fait partie de l'équipe d'Haïti disputant le match de barrage de qualification de la Gold Cup féminine de la CONCACAF 2024.

## Palmarès
- Championne de France de deuxième division en 2025 (Olympique de Marseille)